# Fonem
Glásnik ali foném (starogrško φώνημα: phōnēma – glas, z glasom izrečen) je najmanjša glasovna enota, s katero govorci določenega jezika razlikujejo pomen besed. S spremembo enega glasnika v besedi vedno dobimo drugo besedo ali pa postane beseda nerazpoznavna. Istemu glasniku lahko v posameznem jeziku ustreza več glasov, ki jih imenujemo soglasniška premena (alofoni). Izraz prihaja iz stukturalne fonologije. Glasnike velikokrat zapisujemo z eno črko, kar pa sploh ni nujno. V slovenščini na primer glasniku [v] ustrezajo štirje glasovi: običajni zobnoustnični /ʋ/, dvoglasniški [u̯] ter zveneča (zvočniška) različica /w/ in nezveneča različica /ʍ/.
V strukturalni fonologiji glasnike pišemo med poševnicami /k/, glasove pa v oglatih oklepajih [k].
Slovenščina ima 29 glasnikov, od tega 8 samoglasnikov in 21 soglasnikov:
Slovenski samoglasniki: /a/, /e/, /ɛ/, /ə/, /i/, /o/, /ɔ/, /u/
Ozki e in o označujemo z malima tiskanima črkama, široki e z ɛ, široki o z ɔ, znak ə pa je uporabljen za polglasnik. Po številu soglasnikov je slovenščina uvrščena med srednje bogate jezike. Inuktituščina, jezik Eskimov, pozna le tri samoglasnike, /i/, /a/ in /u/, v nekaterih inačicah pa celo samo dva (nepreverjeno). Najbogatejši s samoglasniki je jezik !xu~, ki ga govorijo prebivalci puščave Kalahari iz ljudstva Kojsancev. Jezik !xu~ ima 24 samoglasnikov in kar 117 soglasnikov, od tega 48 klikov.
Slovenski soglasniki: /p/, /t/, /k/, /b/, /d/, /g/, /f/, /h/, /v/, /j/, /l/, /r/, /c/, /č/, /dž/, /s/, /š/, /z/, /ž/, /m/, /n/.
Angleščina ima 40 glasnikov. Polinezijščina ima 11 glasnikov, kojsanščina pa 140.
Generativno glasoslovje zavrača uporabo glasnika in sorodnega pojma premeno, saj se oba nanašata na površinske posplošitve, ki so nujno nepravilne. Tako recimo velja, da so zaporedja d + ž v slovenščini mogoča kot enoten glas [dž], pa vendar ta ni mogoč v besedi deževati, kakor bi pričakovali (*dževati ni mogoča oblika).